# Pianosonate nr. 1 (Weinberg)
Mieczysław Weinberg voltooide zijn Pianosonate nr. 1 in 1940.
Dat betekent direct dat d pianosonate tot stand is gekomen terwijl Weinberg op de vlucht was voor Nazi-Duitsland en zich in Minsk, Wit-Rusland verder probeerde te bekwamen in zijn pianospel en compositie. De sonate laat horen dat de muziek van Weinberg zich in de richting van de muziek van Dmitri Sjostakovitsj ontwikkelde zonder dat de beide heren elkaar al kenden. Het is een werk dat dissonanten laat horen in een werk van een 21-jarige componist. 
De pianosonate kent vier delen, waarbij de langzame delen (qua aantal en tijd) overheersen:
- Adagio
- Allegretto
- Andantino
- Allegro molto.

Weinberg droeg deze sonate op aan medecomponist/pianist Aleksei Kloemov, een Wit-Rus.
Discografie:
- Uitgave Grand Piano: Allison Brewster Franzetti: Complete piano works 1 met opnames uit 2009 en 2010
- Uitgave Divine Art Russian Piano Music: Murray McLachlan, opname 1996 voor Olympia Compact Discs Ltd.
- Uitgave CPO Recordings : Elisaveta Blumina, opname 2007